# Konoa
Konoa is een kevergeslacht uit de familie van de boktorren (Cerambycidae). De wetenschappelijke naam van het geslacht werd voor het eerst geldig gepubliceerd in 1933 door Matsushita.

## Soorten
Konoa is monotypisch en omvat slechts de volgende soort:
- Konoa granulata (Bates, 1884)